# كأس رابطة الأندية الإنجليزية المحترفة 1986–87
كأس رابطة الأندية الإنجليزية المحترفة 1986–87 (بالإنجليزية: 1986–87 Football League Cup)‏ هو موسم من كأس رابطة الأندية الإنجليزية المحترفة. كان عدد الأندية المشاركة فيه 92، وفاز فيه نادي أرسنال.